# Pęcice (zniesiona osada)
Pęcice – zniesiona osada w Polsce, położona w województwie mazowieckim, w powiecie pruszkowskim, w gminie Michałowice.
W latach 1975–1998 miejscowość administracyjnie należała do województwa warszawskiego.